# Ippolita Paleotti
Ippolita Paleotti, a volte indicata come Ippolita Camilla Paleotti o Hippolita Paleotti (Bologna, ... – 1581), è stata una nobildonna, poetessa e studiosa italiana, attiva a Bologna nel Cinquecento, probabilmente la donna più erudita in città della sua epoca.
Nonostante le numerose fonti che ne attestano l'esistenza e la fama presso i suoi contemporanei, è caduta nell'oblio e la sua opera è andata perduta. Poche tracce restano agli storici per colmare le lacune e approfondire la sua produzione letteraria.

## Biografia
Nipote del cardinale Gabriele Paleotti, Ippolita Paleotti nacque nel XVI secolo in una nobile famiglia senatoria bolognese che fin dall'infanzia la immerse in un ambiente culturale stimolante. La madre era Leona Leoni mentre il padre, un mecenate attivo in politica che intratteneva contatti con vari letterati in città, era Camillo Paleotti (1520-1594), amico di Ulisse Aldrovandi e collaboratore di Carlo Sigonio. Ippolita aveva anche un fratello, Galeazzo, e due sorelle, Camilla e Ginevra.
Le fonti concordano nel dire che Ippolita Paleotti scriveva «eleganti versi» in latino, greco e toscano e che fiorì nel 1557. Fu apprezzata al pari di sue contemporanee, quali la scrittrice e poetessa veneziana Valeria Miani o ancora le poetesse bolognesi Isabella Pepoli Riario e Febronia Pannolini, seppure non raggiunse mai la popolarità della celeberrima Lucia Bertana.
Sposò il collega e umanista Paris o Paride Grassi.
Inserita nell'ambiente culturale bolognese della sua epoca, la poetessa è l'unica donna esplicitamente indicata come visitatrice della collezione di Ulisse Aldrovandi. Plausibilmente conosciuto nella cerchia familiare, Ippolita Paleotti fu ammirata dallo scienziato stesso, che la definì "studiosa".
Il linguista e grecista Ascanio Persio, suo contemporaneo, le dedicò un epigramma in greco, il cui manoscritto è conservato nelle collezioni della Biblioteca Apostolica Vaticana.

### La morte, i riconoscimenti postumi e la caduta nell'oblio
Alla sua morte, Giulio Giacobonio declamò una Orazione funebre in omaggio alla letterata:
(Iulius Iacobonius, Panegyr. ad Hipp. Paleottam, Bol., Rossi, 1581)
A qualche decennio dalla morte, la fama di Ippolita Paleotti Grassi non si era ancora stemperata: fu celebrata ad esempio da Pietro Paolo Bissari (1595-1663) nel suo discorso Sulle dame accademiche, stampato nel 1648 e in cui il principe dell'Accademia Olimpica caldeggiava l'apertura delle accademie letterarie alle donne.
Nel 1666, Antonio Masini nel suo Bologna perlustrata la inserisce nella lista delle "donne bolognesi addottrinate" e la elogia come «molto intendente della lingua latina, e greca». Nel suo Notizie degli scrittori bolognesi del 1714, Pellegrino Antonio Orlandi, ripreso a sua volta nel 1788 da Giovanni Fantuzzi, la inserisce nella sua lista di "Donne bolognesi famose nelle lettere, nella poesia e nelle leggi" e la conferma come poetessa in lingua toscana, latina e greca.
Su commissione di una nobile famiglia, tra il 1680 e il 1690 ca. lo scultore di Casa Fibbia realizzò per il Palazzo Felicini-Fibbia un ciclo di dodici sculture in terracotta di donne bolognesi illustri, tra cui figura anche un busto d'Ippolita Paleotti. La collocazione originaria dei busti è presumibilmente quella della miniatura di Alessandro Scarselli (1684-1773), presa dagli Insigna degli Anziani e conservata all'Archivio di Stato di Bologna.
Sono sostanzialmente invariate le informazioni riprese dalle fonti ottocentesche che la indicano tra le celebri poetesse del passato. La ritroviamo citata tra le altre nel Cenni biografici e ritratti d'insigni donne bolognesi (1845) di Carolina Bonafede, una delle opere ottocentesche con finalità patriottiche, scritte da donne con il preciso scopo di incoraggiare le ragazze e i loro genitori a essere orgogliosi dei risultati ottenuti dalle donne.
Ancora nel 1886 un professore si rammaricava della scarsità delle notizie relative ad alcune "rimatrici" e letterate del Cinquecento, tra cui Ippolita Paleotti, delegando ad altri di approfondirne gli studi.

### Una timida riscoperta
Alcune ricerche storiografiche svolte in ambito anglosassone e statunitense a partire dagli anni 2000 e 2010 hanno riportato alla luce dettagli dimenticati della vita e delle opere di Ippolita Paleotti, complice il rinnovato interesse per le illustri figure femminili bolognesi del passato, da parte di studiosi anglofoni e non solo.
Tra di essi figura la storica statunitense Paula Findlen, che nel 2015 si è dedicata allo studio della presenza femminile nell'università bolognese dal XIII al XVIII secolo. Anche la storica britannica Jane Stevenson ha svolto ricerche sulla poetessa, individuando due lettere dell'erudita, di cui una scritta in greco e una in latino, che dovrebbero trovarsi nell'Archivio Isolani a Bologna e nella Biblioteca Apostolica Vaticana.
Va letta in questo contesto più generale di riscoperta la scelta del Museo della storia di Bologna, inaugurato nel 2012, di allestire nella rinnovata Sala della Cultura a Palazzo Pepoli l'esposizione dei dodici busti di donne bolognesi illustri dello scultore di Casa Fibbia, incluso quello di Paleotti. I busti sono stati presentati al pubblico in una mostra dedicata alle nuove acquisizioni nel 2007.